# Burg Dąbrówka Starzeńska

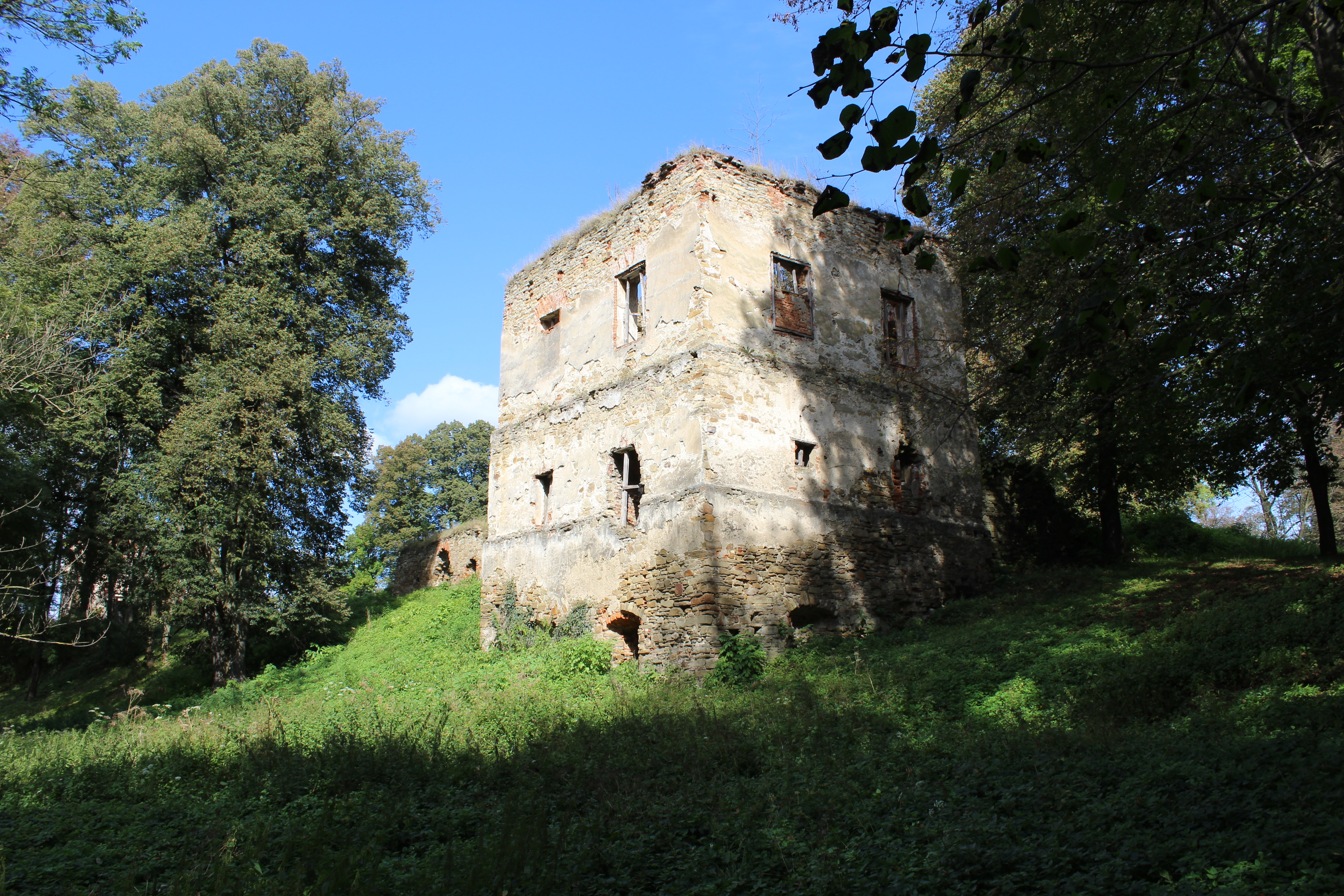
Turmruine

Die Burg Dąbrówka Starzeńska (polnisch Zamek w Dąbrówce Starzeńskiej) ist eine Burgruine in Dąbrówka Starzeńska, in der Nähe von Dynów. Das Schloss gehörte dem polnischen Adelsgeschlecht Kmita.

## Lage
Die Burg liegt im Dynów-Gebirge unmittelbar am östlichen Ufer des Flusses San.

## Geschichte
Die Burg wurde im 15. Jahrhundert von der Adelsfamilie Kmita errichtet. Im 16. Jahrhundert ging sie an die Nabrzuch und später an die Stadnicki, Czartoryski und Ogiński. Von 1789 bis 1945 gehörte sie den Starzeński. Die Burg wurde am Ende des Zweiten Weltkriegs von Ukrainischen Aufständischen gesprengt. Sie ist als Ruine erhalten. Erhalten sind auch der englische Garten um die Ruine und die Grabkapelle der Starzeński im Park.